# Parakuhlia
Parakuhlia is een monotypisch geslacht van straalvinnige vissen uit de familie van grombaarzen (Haemulidae).

## Soort
- Parakuhlia macrophthalmus (Osório, 1893)